# Achurian
Achurian (orm.: Ախուրյան) – rzeka w Armenii. Wypływa z jeziora Arpi. Jej długość wynosi 186 km. Rzeka w środkowym i dolnym biegu jest rzeką graniczną na granicy z Turcją. Jest lewym dopływem Araksu. Rzeka służy do nawadniania. W górnym biegu Achurian zamarza od grudnia do marca.